# Pleurotus cornucopiae
Pleurotus cornucopiae är en svampart som först beskrevs av Jean Jacques Paulet, och fick sitt nu gällande namn av Leon Louis Rolland 1910. Pleurotus cornucopiae ingår i släktet Pleurotus och familjen musslingar.  Artens status i Sverige är: Osäker förekomst. Inga underarter finns listade i Catalogue of Life.